# Lycée de Sada
Le lycée polyvalent de Sada (LPO de Sada) est un établissement public d'enseignement secondaire situé dans la commune de Sada, à Mayotte.

## Historique
Depuis septembre 2010, le lycée de Sada accueille les Journées défense et citoyenneté, et s'ajoute ainsi au GSMA de Combani et au collège de Tsingoni.
Le lycée de Sada, qui obtient les résultats au bac dans la moyenne académique à Mayotte avec environ 50 % de réussite, est aussi l'un des lycées qui a le moins de problème entre élèves et professeurs.
Cette situation avantage les élèves pour leurs demandes dans les écoles supérieures en Métropole ou ailleurs, sachant que l'élève a obtenu de bonnes notes et une bonne appréciation dans son bulletin scolaire.

## Enseignements

### Enseignement professionnel
La section d'enseignement professionnel (SEP) accueille environ 250 élèves en formation professionnelle tertiaire. Elle prépare aux diplômes suivants :
- CAP employé de commerce multi-spécialités
- CAP employé de vente spécialisé
- Baccalauréat professionnel commerce
- Baccalauréat professionnel vente (prospection - négociation - suivi de clientèle)

### Enseignement supérieur
Deux classes de BTS en formation initiale et deux classes de BTS en alternance. Le lycée dispense le BTS MCO (management commercial opérationnel) et le BTS NDRC (négociation digitalisation de la relation client).
Depuis 2021, le lycée de Sada possède une Classe Préparatoire aux Grandes Écoles (CPGE) économique et commerciale en voie générale (ECG). Pour l'année 2022-2023, il y avait 18 étudiants en première année et 11 en deuxième année.